# Charline Effah
Charline Effah (Minvoul, Gabón, 1977) es una escritora y maestra gabonesa que vive en Francia, considerada una importante representante de la nueva generación de autores gaboneses y africanos francófonos en general.
Sus temas favoritos son la búsqueda de la felicidad, la convivencia y el lugar de la mujer en la sociedad, sobre todo de las mujeres africanas.

## Biografía
Effah nació en 1977 en Minvoul, en el norte de Gabón, es la mayor de cuatro hijos; creció en Libreville con su familia. Comenzó a interesarse por la escritura a la edad de doce años, componiendo poemas, canciones e historias.
A los dieciocho años, alentada por su padre, presentó dos de sus cuentos a premios literarios. Uno de ellos, titulado La prière du petit Maquisard (La Oración del Pequeño Maquisard), recibió el premio a los jóvenes autores por la ACCT (futura Organización Internacional de la Francofonía). El mismo año, con su poema Eldorado obtuvo el premio de un concurso organizado por el programa Le coeur et la Plume, en la radio número 1 de África.
Después de obtener un master en Modern Literature en 2000, se fue en 2002 a Francia para continuar sus estudios en la Universidad de Lille. En 2008, obtuvo un doctorado en Modern Literature con la tesis Espacio y tiempo en Calixthe Beyala, así como un master en gestión de recursos humanos.
En París, se convirtió en maestra mientras continuaba con sus actividades de escritura. Colabora en varios proyectos artísticos, con la compañía de teatro Volubilis o el cantante de Sierra Leona Stanley Philips, para quien escribe varios textos.

En 2011, publicó su primera novela, Percées et Chimères, por la cual recibió muy buenas críticas en Francia y en África francófona. En 2012, contribuyó a Lyres de l'Ogooué, un trabajo colectivo dirigido por Edna Merey-Apinda sobre el tema de la condición femenina, con la nueva Primera Dama. En 2014, la publicación de su segunda novela, titulada N'être, le valió muchas críticas muy positivas, incluida una columna del novelista Alain Mabanckou en la revista Jeune Afrique. en julio de 2015.
N’être est porté par un souffle intemporel et la puissance d’une écriture « habitée» par la grâce. J’avais dit il y a plusieurs années que la littérature gabonaise « n’existait pas» : le Gabon a désormais une voix, une plume qui comptera parmi les plus talentueuses de la littérature africaine contemporaine. Jeune Afrique n°2845, juillet 2015
En 2015, contribuyó a una nueva colección editada por Edna Merey-Apinda, Le plus beau des noms (El más bello de los nombres), antología de cuatro textos sobre el tema del deseo de un niño, con el cuento Des noces avant la nuit.
En 2018, publicó su tercera novela, La danse de Pilar.

## Obras

### Novelas
- 2011: Percées et Chimères, Jets d'encre
- 2014: N'être, La Cheminante
- 2018: La danse de Pilar, La Cheminante[17]

### Antologías
- 2012: Les Lyres de l'Ogooué (texte : First Lady), Jets d'encre
- 2015: Le plus beau des noms (texte : Des noces avant la nuit), Doxa

### Educación
- 2012: Concours d'Orthophoniste, Vernazobres (collection Objectif Concours)

### Letrista
- 2015: Stanley Philips - Essa Womé

## Premios y distinciones
- 1995: Premio Jóvenes Autores de la Agencia de Cooperación Cultural y Técnica (ACCT) por el cuento The Prayer of the Little Maquisard.
- 1995: Concurso de poesía organizado por el espectáculo Le coeur et la Plume (radio África no 1) para Eldorado.
- 2015: Laureado de la Nuit des Mérites Africain 2015 (Dzesi), categoría literaria.[18]
- 2015: Premio Etiófilo Finalista 2015.[19]
- 2016: En la carrera por el Premio Soroptimista para el novelista francófono 2016.[20]